# Supstrat (hemija)
U hemiji, supstrat je hemijski materijal koji reaguje sa reagensom. Ovaj termin je visoko zavistan od konteksta. Na primer u biohemiji enzimski supstrat je materijal na koji deluje enzim.